# Yamen

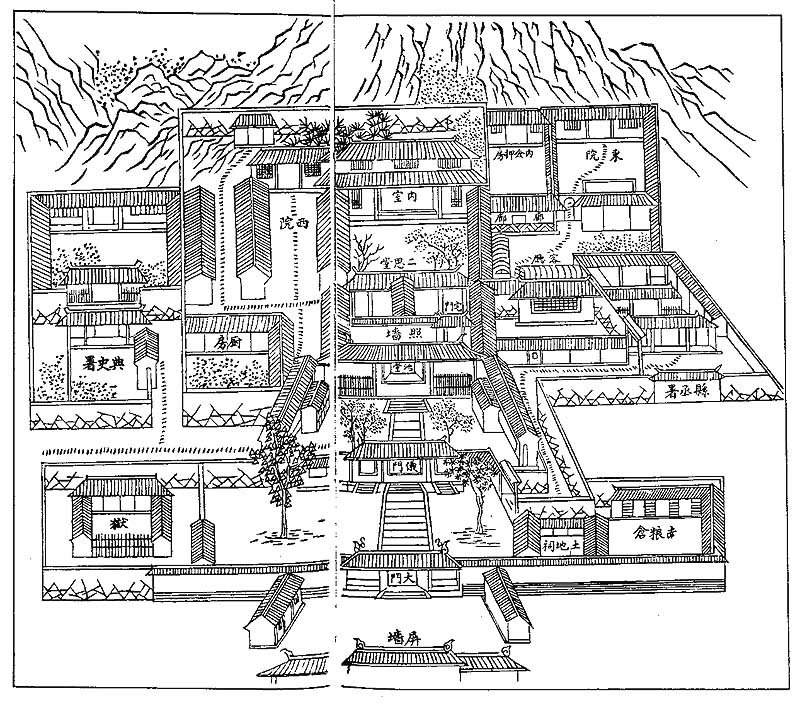
Grundskiss av Shaoxings yamen i provinsen Zhejiang, 1803

Yamen (förenklad kinesiska :衙门, traditionell kinesiska :衙门; pinyin : yámén) var en benämning på en kanslibyggnad i det kejserliga Kina, där olika myndigheter hade sitt säte. Termen har använts i det kinesiska språket sedan Songdynastin, men blev även vanlig i olika europeiska språk under Qingdynastin. 
Bland de uppgifter som tillhörde en yamen på häradsnivå var den skatteuppbörden, offentliga arbeten, rättskipning och spridning av kejserliga påbud. På prefekturnivå var yamens uppgifter mer differentierade och ämbetsplikterna var ofta uppdelade i ett antal olika kontor. En av de mest kända kontor som gått under benämningen yamen var Zongli yamen, den sena Qingdynastins utrikesförvaltning.
Yamen var inte bara en myndighetsbyggnad utan rymde ofta den lokala ämbetsmannens privata residens.
Efter Xinhairevolutionen 1911, då kejsardömet föll, revs många traditionella yamen-byggnader och ytterst få har överlevt till våra dagar. Bland de mest kända bevarade yamen-byggnaderna finns i Pingyao och i Baoding.